# 史評
史評體是透過理論和方法上闡述史書體裁。
梁启超認為史評體主要有两类：一是批评史迹，如贾谊《过秦论》、陆机《辨亡论》；二是批评史书，如刘知几之《史通》、章学诚之《文史通义》。